# 빛가온초등학교
빛가온초등학교는 대한민국 경기도 광명시에 있는 공립 초등학교이다
2017년에 준공되었다.

## 연혁
- 2017년 9월 1일 : 개교